# Schloss Bulle
Das Schloss Bulle ist ein ehemaliger Herrschaftssitz in der Gemeinde Bulle (deutsch Boll) im Bezirk Greyerz im Schweizer Kanton Freiburg.

## Lage
Die ehemalige Burg steht an der Südseite des Place du Marché an der Kreuzung der Strassen von Freiburg (nordöstlich) nach Vevey (südwestlich) und von Greyerz (südöstlich) nach Romont (nordwestlich).

## Geschichte
In Bulle, das seit dem 9. Jh. nachweisbar ist, hatten lange Zeit die Bischöfe von Lausanne die Vormacht, was die Grafen von Greyerz, die hier ebenfalls Hoheitsrechte besassen, im Hochmittelalter erfolglos anzufechten versuchten, so dass sie sich nicht nur aus Bulle selbst zurückziehen mussten, sondern auch den Markt in Greyerz in den Jahren 1195/1196 aufgaben. Diese wirtschaftliche Macht bedurfte eines Schutzes, zumal die Bischöfe die Stadt wohl als Vorposten betrachteten, den sie im 13. Jahrhundert massiv befestigten. Ob es bereits zuvor eine Burg gab, ist nicht nachgewiesen, aber nach dem Bau einer Stadtmauer (1231–1239) entstand das heutige Schloss Bulle im Südosten der damaligen Stadt noch im 13. Jahrhundert. Die Burg erhielt einen 33 Meter hohen Bergfried, der weithin sichtbar war. Der Baubeginn liegt in der Zeit von Bischof Guillaume de Champvent (1273–1301), der den Burgbau ab dem Jahr 1291 errichten liess. Die Fertigstellung erfolgte im Jahr 1331. Ein Kastellan war für die Burg, ein Meier für die Stadt zuständig. Diese konnte ihre günstige Verkehrslage nutzen und überstand so die Wüstungsprozesse des 15. Jahrhunderts. Auch die Burgunderkriege verschonten Bulle, da rechtzeitig im Jahr 1476 ein Burgrechtsvertrag mit Freiburg geschlossen wurde. Auf diese Art entging man auch – auf Empfehlung des geflüchteten Bischofs Sébastien de Montfalcon hin – der Eroberung des Waadtlandes 1536, nur dass diesmal die Freiburger die Burg übernahmen und in eine freiburgische Vogtei umwandelten, die auch das bischöfliche Gebiet für sich beanspruchte. Eine verbindliche Einigung mit den Bischöfen von Lausanne gelang im Jahr 1614.
Der Umbau der Burg zum Schloss erfolgte von 1763 bis 1768 mit der Veränderung von Vogteiwohnung und Audienzsaal. Im Jahr 1798 marschierten die Franzosen ein und die Bürger, die schon länger für mehr Rechte gekämpft hatten, vertrieben den Landvogt und stellten einen Freiheitsbaum vor dem Schloss auf. In den 251 Jahren residierten im Schloss insgesamt 54 Vögte. Der erhoffte Bedeutungsaufschwung blieb aber aus, da das nahe Schloss Greyerz zum Sitz des Präfekten bestimmt wurde. Während die politischen Systeme sich regelmässig änderten, allein von 1798 bis 1847 viermal, blieb Bulle immer für die gleichen Orte als Verwaltungszentrum zuständig. Während dieses jahrzehntelangen Kampfes zwischen der konservativen Regierung und der oppositionell gesinnten Stadt Bulle kam es am 6. Januar 1847 zur offenen Konfrontation, als der Oberamtmann im Schloss eingesperrt wurde und ein Heer gegen Freiburg zog. Nach dem Sonderbundskrieg wurde Bulle zum Hauptsitz des Bezirks Greyerz, aber es blieb zugleich das Zentrum der Oppositionellen. Während des Zweiten Weltkrieges kam es zu Unruhen, in deren Rahmen fünf eidgenössische Inspektoren, die wegen des Verdachtes auf Schwarzhandel ermittelten, vor einer aufgebrachten Menge ins Schloss flüchteten, was für enormes Aufsehen sorgte und zahlreiche Verurteilungen nach sich zog. Das Schloss Bulle blieb Sitz der Präfektur des Greyerzbezirks und ist heute auch Sitz der Administration der Stadt.

## Beschreibung

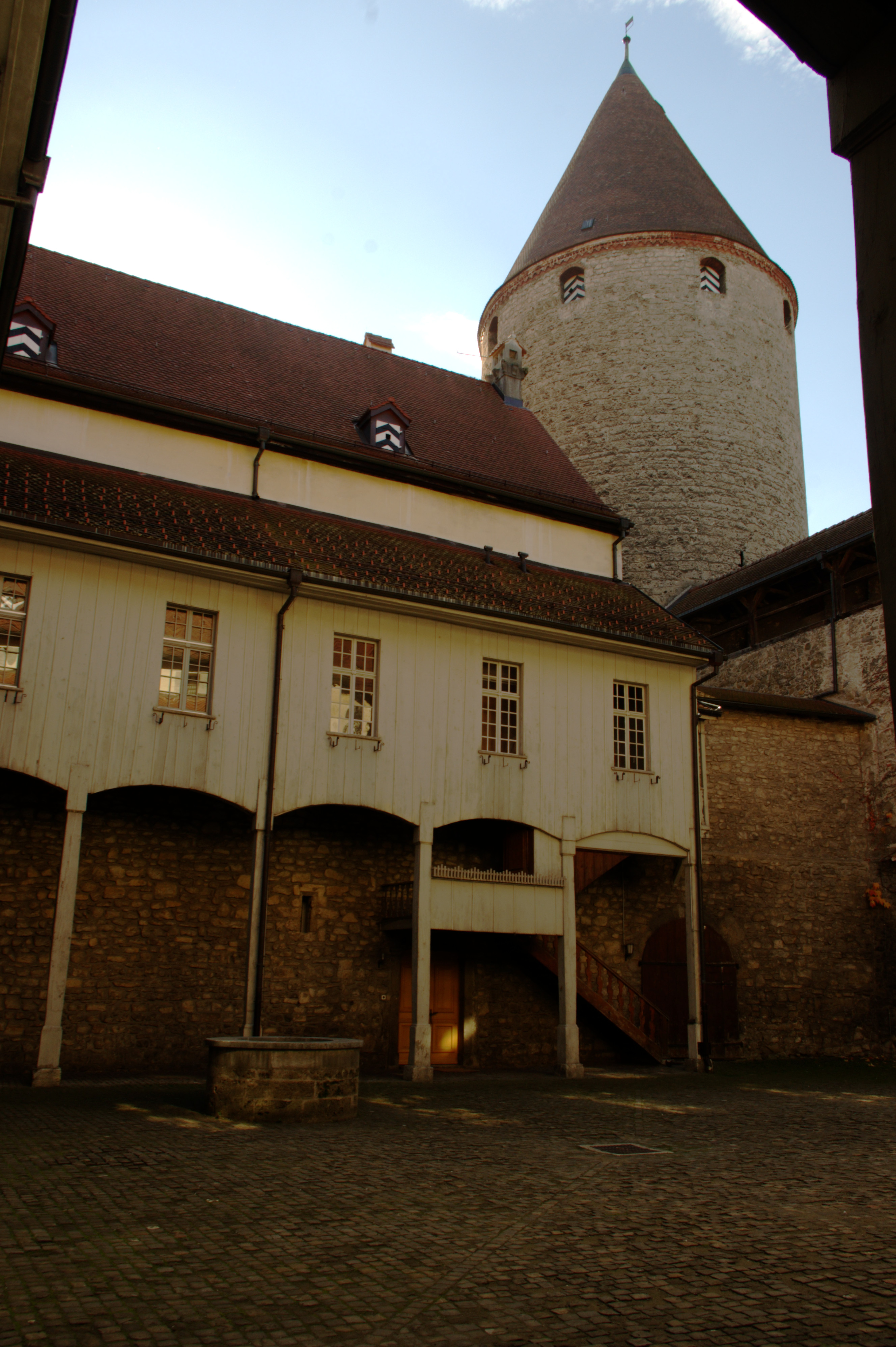
Innenhof

Trotz mehrerer großer Stadtbrände (1447, 1805) blieb das Schloss weitgehend unverändert erhalten. Schon die Ansicht von David Herrliberger aus dem Jahr 1767, die das Schloss von Nordwesten aus zeigt, weist dieselbe Gestalt auf wie heute: Um einen Innenhof herum stehen die Gebäudeflügel, wobei die Südwestecke durch den Bergfried (Donjon) besonders betont wird, während die anderen drei Ecken mit kleinen Turmerkern, sogenannten Pfefferbüchsen, markiert sind. Auch ein Aquarell aus der Zeit um 1790, welches die Stadt von Nordosten aus zeigt, belegt dies. Die Fenster sind mehrheitlich vom barocken Umbau geprägt, es gibt noch vereinzelt gotische, etwa an der Nordostecke. Die Dächer sind mit verstreuten Dachgauben und Schornsteinen versehen. Im Innenhof finden sich Laubengänge, so dass dort eine zweite Dachreihe entstanden ist, die unterhalb des Hauptdaches ansetzt. Die Türme und Türmchen haben je eine Fensterreihe im Obergeschoss, darüber je einen Fries und werden von einem Kegeldach bekrönt. Die Mantelmauer ist ca. 25 Meter hoch.
Der Hauptzugang befindet sich an der Nordseite nahe der Nordwestecke. Er erfolgt auch weiterhin über eine Brücke, die auf der Ansicht von 1767 noch aus Holz war und zu der ein Wehrgang führte. Hier bestand lange Zeit eine Zugbrücke, deren Verankerungen noch heute am Eingang erkennbar sind, und die später durch ein Exemplar aus Stein ersetzt wurde. Über dem gotischen Portal befindet sich das Wappen Bulles. Einen Nebeneingang mit Rundbogen gibt es an der Ostseite. Im Innenhof sind mehrere romanische Portale erhalten, die zum Teil in das Kellergeschoss führen. Gleich neben dem Tor steht dort ein Treppenturm. Auch einen Brunnen gibt es im Hof. Die Anlage misst ca. 41 × 44 Meter, nur der Bergfried tritt aus ihrem quadratischen Grundriss heraus. Vom Hof aus führt eine Treppe zu einem überdachten Steg, der den Zugang zum Turm ermöglicht, an dem es mehrere Schießscharten gibt, die Kreuz- und Schlüsselscharte miteinander vereinen. Sie sind auch an den Pfefferbüchsen zu finden. Der Hauptturm hat einen Durchmesser von 13,5 Metern und seine Mauern sind im Untergeschoss 2,16 Meter stark. Architektonisch nachgewiesen ist zudem ein Einfluss der Bauten der Savoyer im Waadtland, die ähnlich quadratisch strukturiert sind („carré savoyard“, deutsch savoyisches Quadrat; siehe etwa das Schloss in Morges oder das Schloss Yverdon).
Es ist sogar möglich, dass die Savoyer das Schloss errichteten, da Peter II. von Savoyen von 1229 bis 1231 Prokurator des Bistums Lausanne war und auch auf seinen Nachfolger, den Bischof Bonifatius von Lausanne Einfluss hatte. Da sich aber ab dem Jahr 1239 ein Streit zwischen einem Teil des Domkapitels und dem Haus Savoyen, das Philipp I. von Savoyen als Nachfolger durchsetzen wollte, entspann, müsste das Schloss schon zuvor entstanden sein. Ein Indiz dafür ist ein in einem Fensterrahmen eingemeisseltes Savoyerwappen, das bei einer Restaurierung aufgedeckt wurde. Die Burg wäre somit bereits zur Zeit der Stadterweiterung/-befestigung (1231–1239) entstanden. Das Schloss ist zudem von einem 17 Meter breiten Graben umgeben, der früher als Wassergraben zusätzlichen Schutz bot. Nicht geklärt ist, ob dies dauerhaft oder nur in Notfällen geschah. Das Wasser dafür stammte aus dem heutigen Usiniers-Kanal. Auf der Ansicht von 1767 stehen allerdings schon erste Häuschen im Burggraben an die Westmauer angelehnt, so dass damals wohl auch temporär kein Wasser mehr eingeleitet wurde.

Schlossansichten
Ansicht von Südosten (1899)
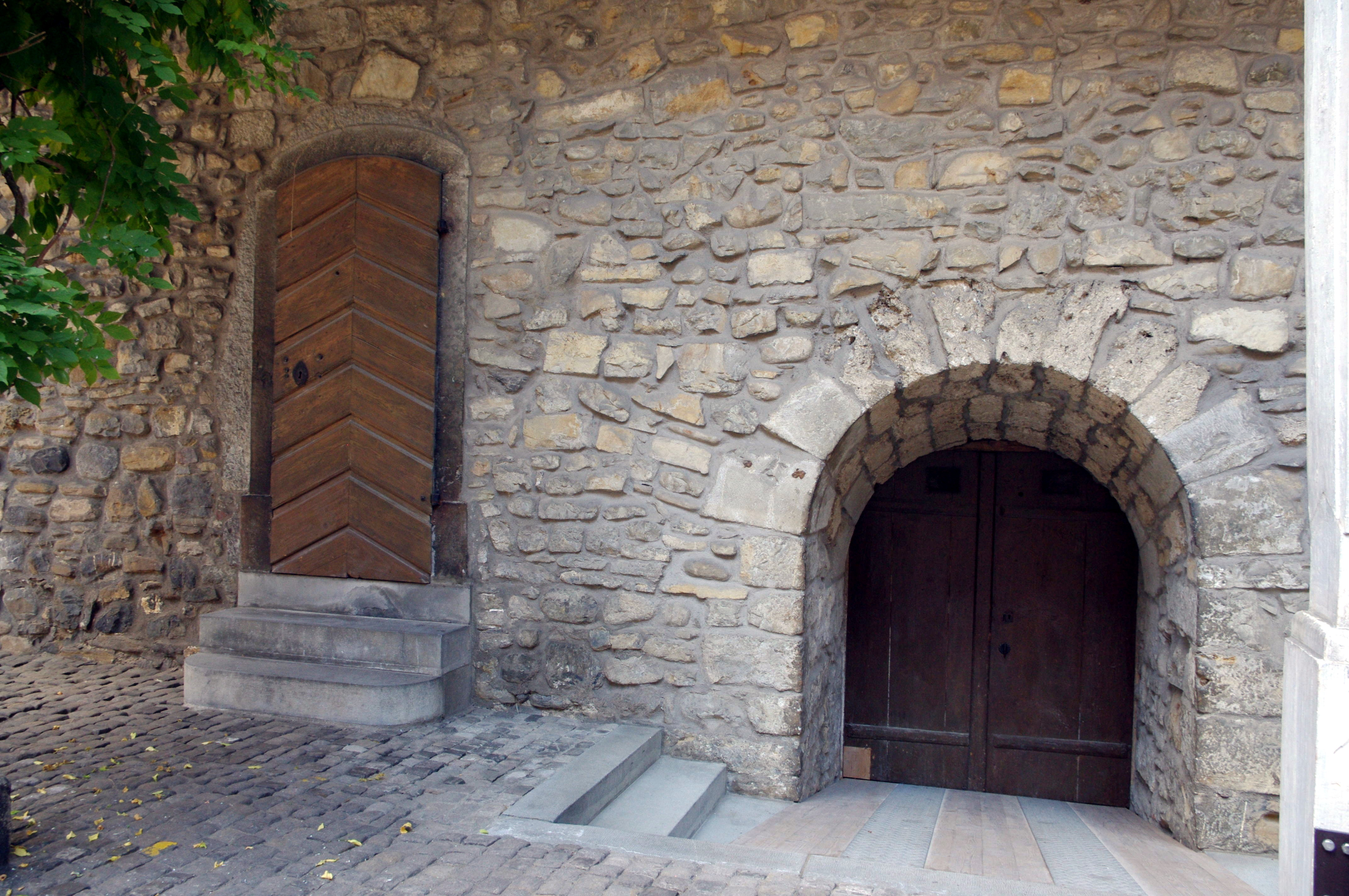
Barockes (links) und romanisches (rechts) Portal
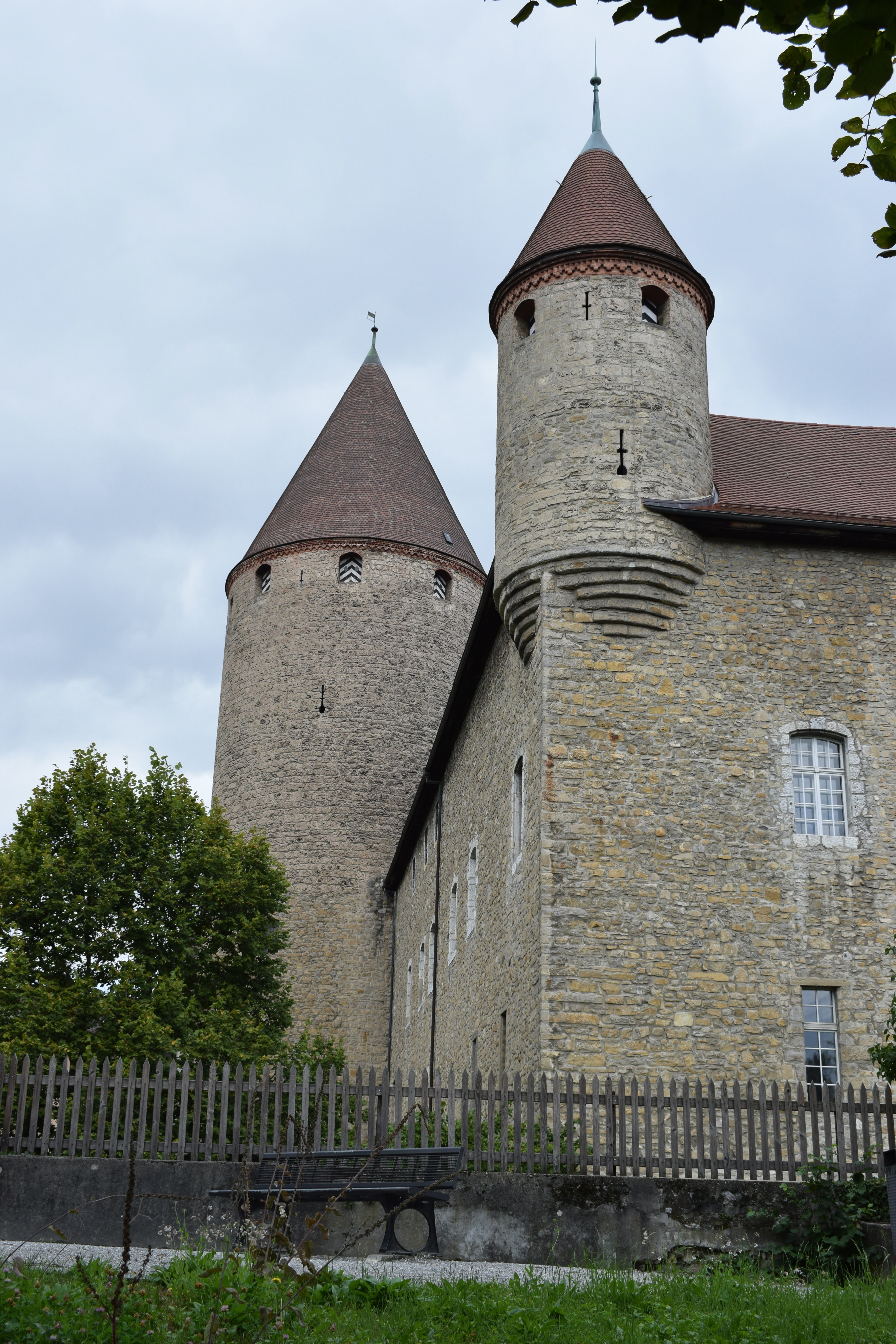
Pfefferbüchse Südostecke (vorn) und Donjon (hinten)
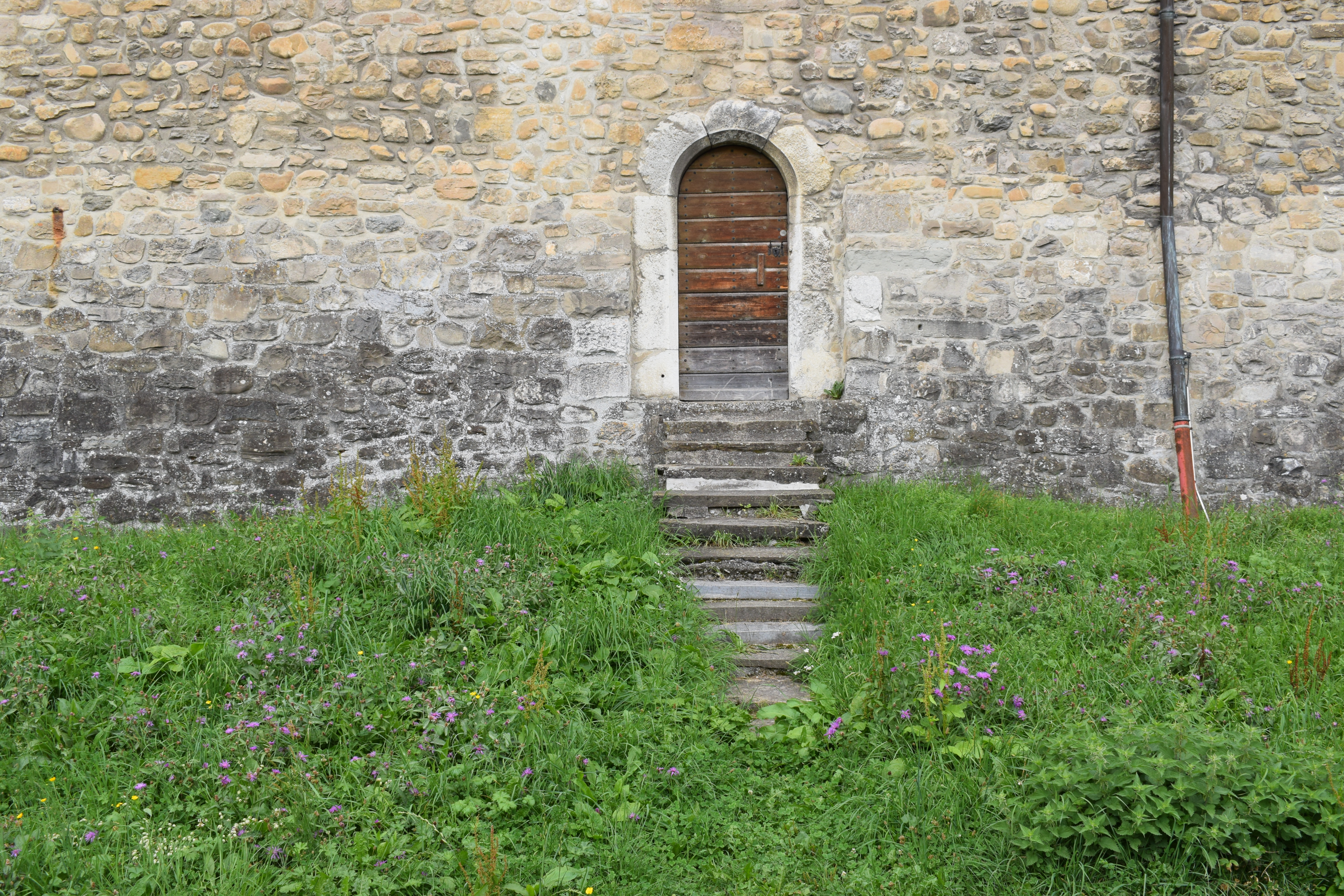
Östlicher Nebeneingang
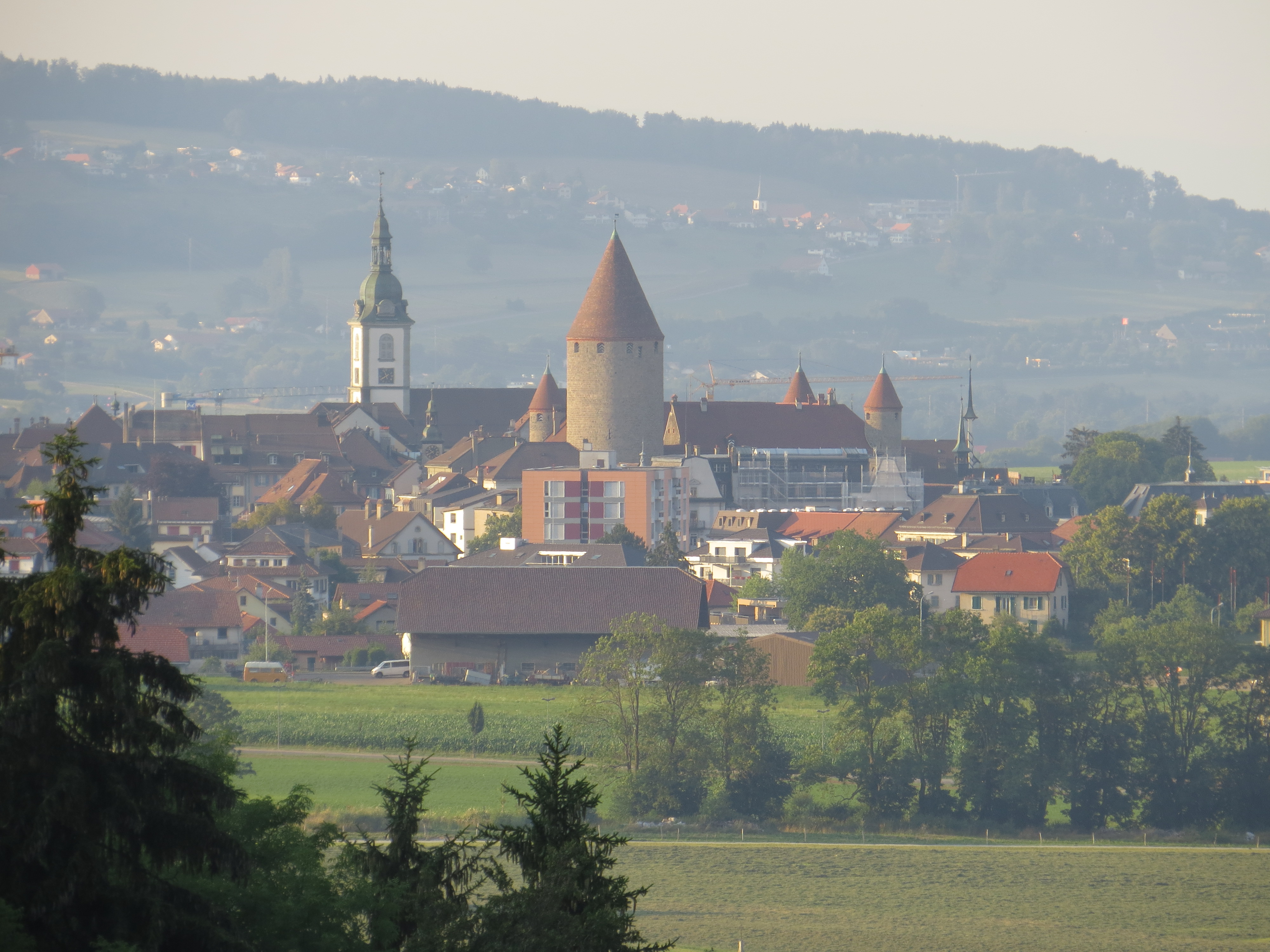
Burg und Stadt von Südwesten
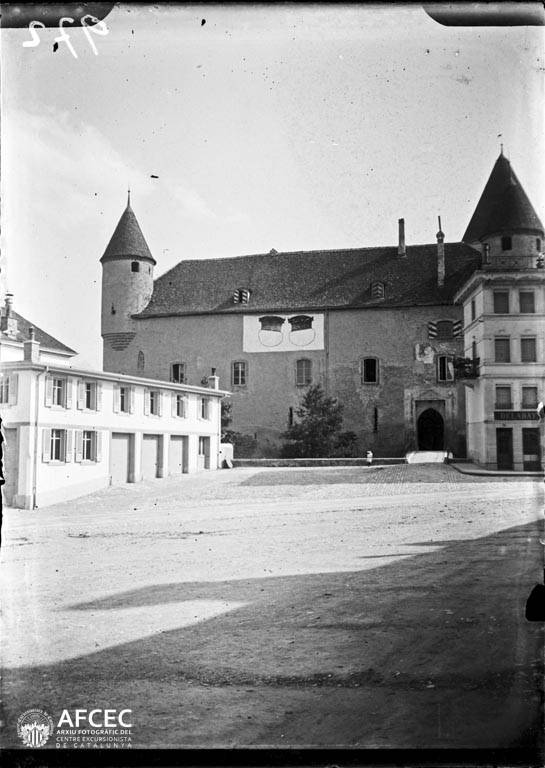
Ansicht von Norden (fr. 20. Jahrhundert)
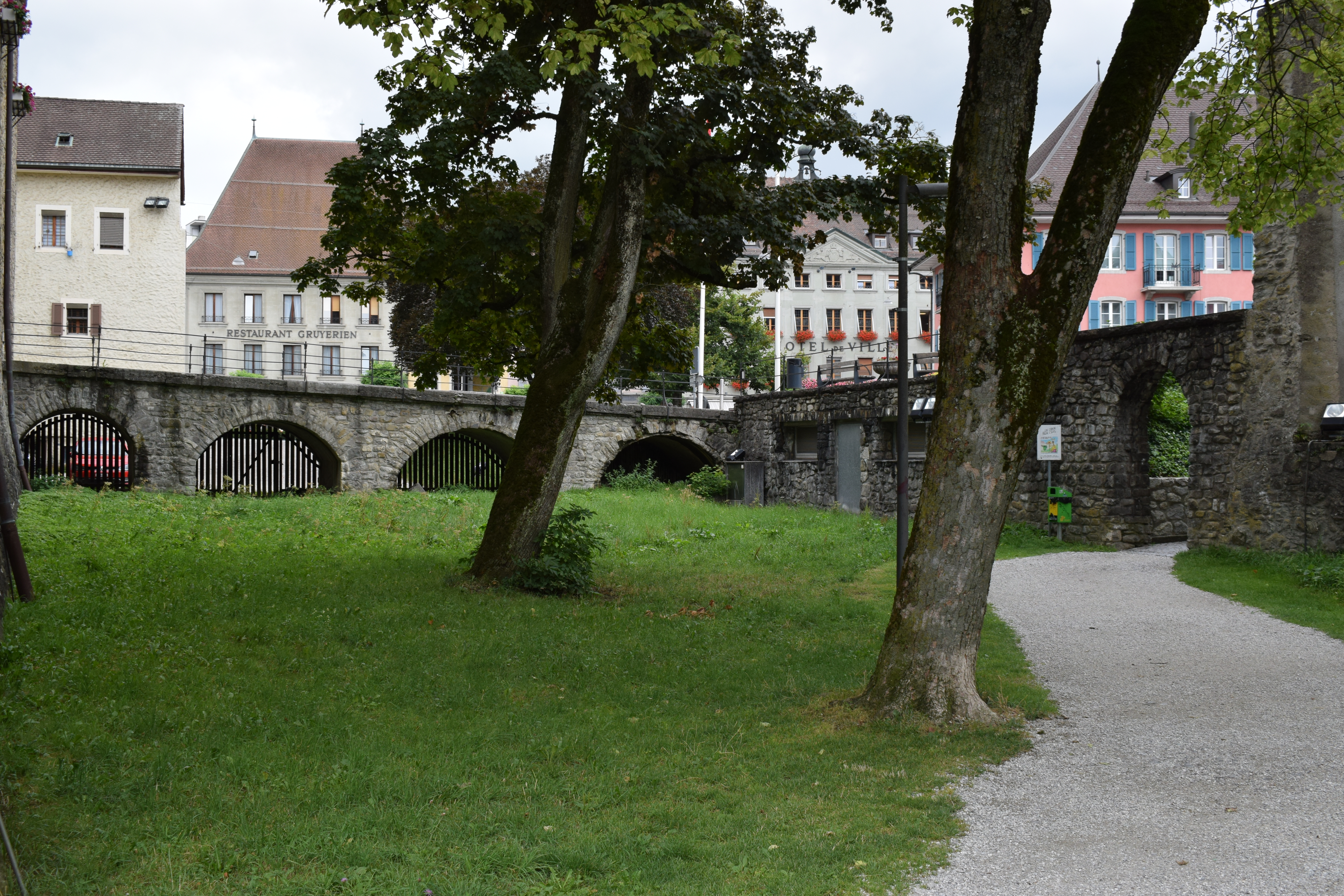
Nördliche Zugangsbrücke
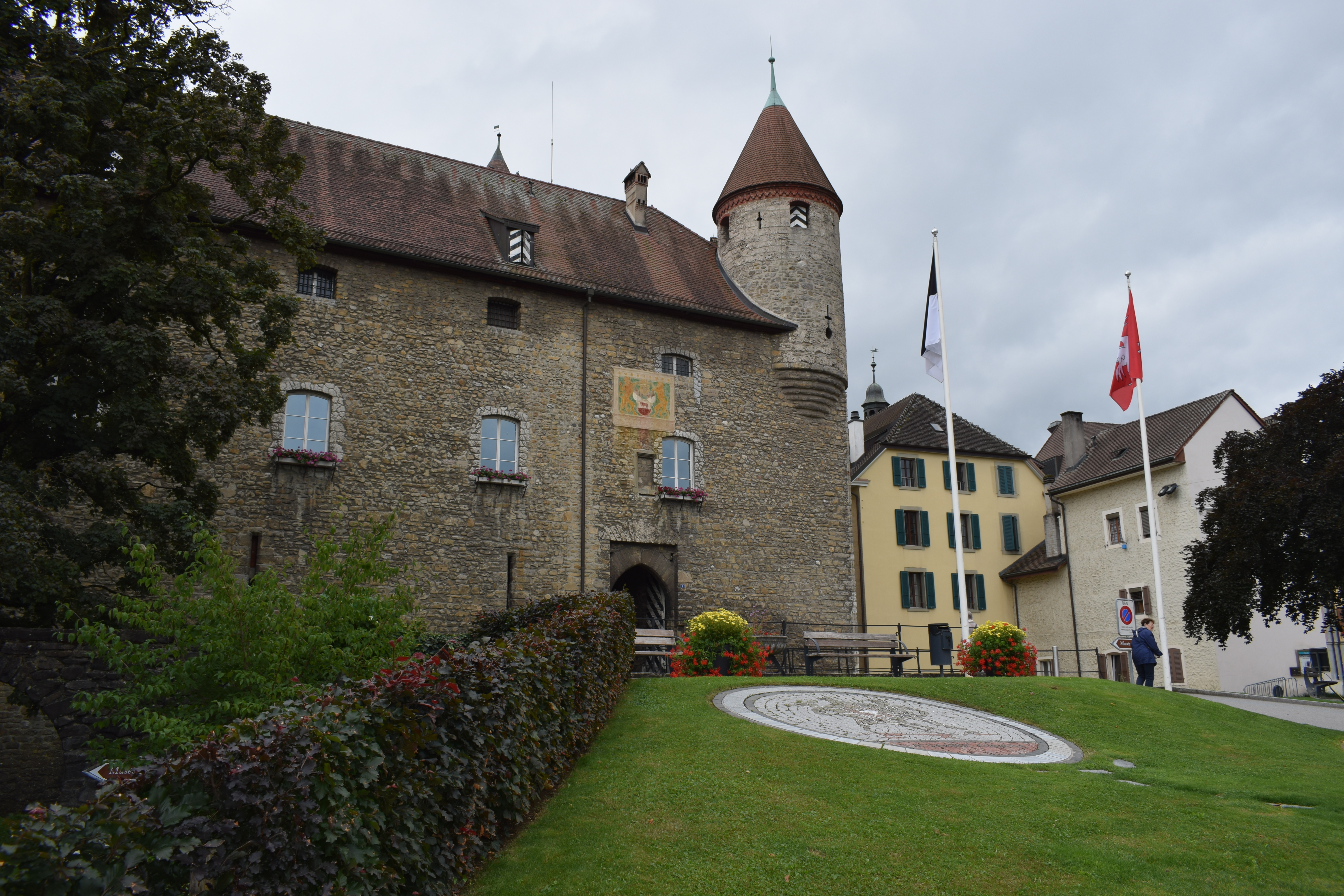
Nordwestecke mit Haupteingang, Wappen und Pfefferbüchse
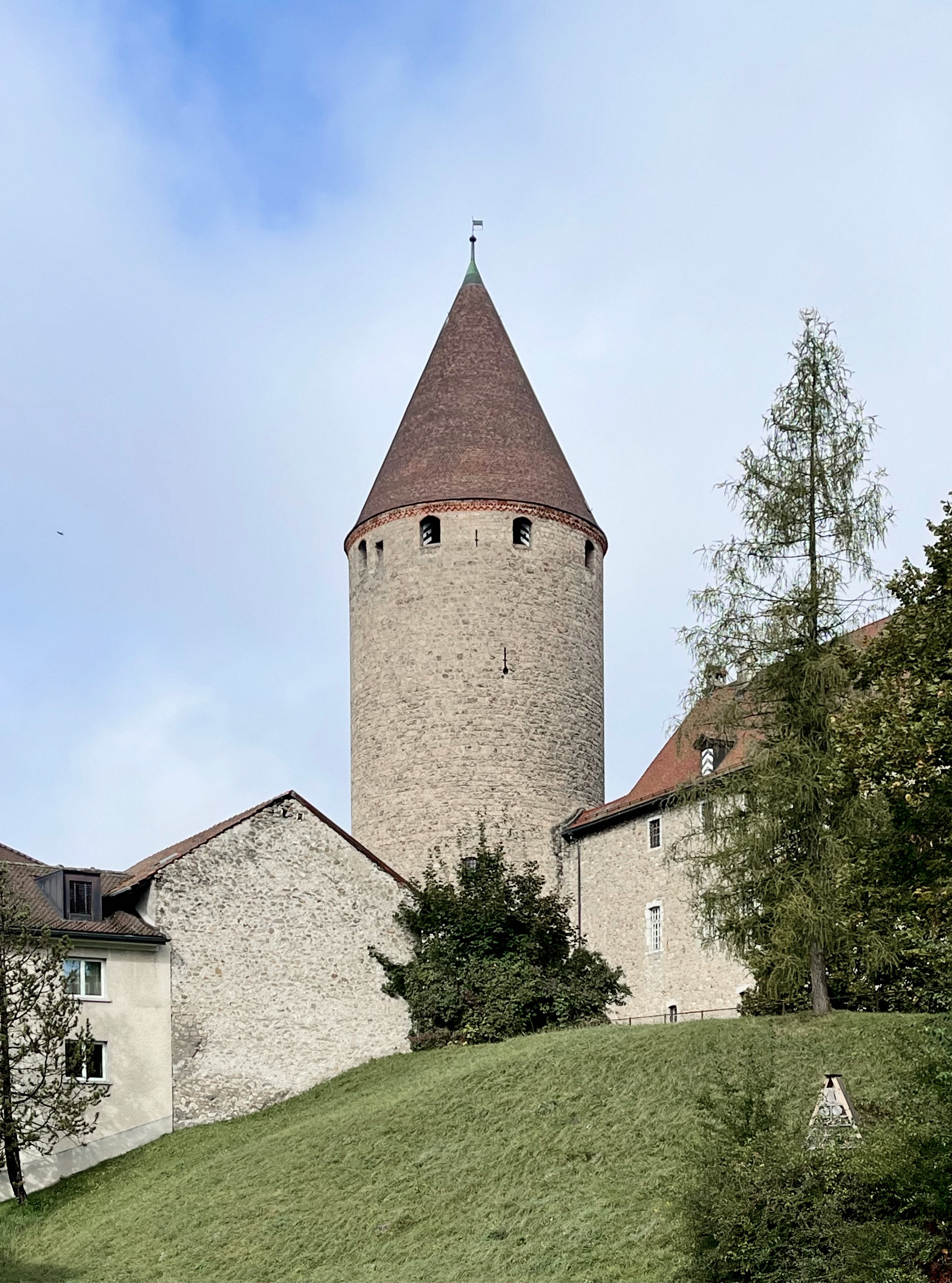

## Nutzung und Umfeld
Seit dem Jahr 1854 diente der Südflügel als Gefängnis. In den Jahren 1921 bis 1930 wurde das Schloss restauriert und dann unter Schutz gestellt. Das Schweizerische Inventar der Kulturgüter von nationaler und regionaler Bedeutung führt das Schloss auf seiner Liste als A-Objekt – d. h., es besitzt nationale Bedeutung – mit der KGS-Nummer 1965. In direkter Nachbarschaft finden sich heute südöstlich das „Musée gruérien“ (KGS-Nummer 8661), Geschichtsmuseum des Bezirks, sowie nordöstlich die Chapelle de Notre-Dame de Compassion, ein barockes Wallfahrtsziel, das aus einem Hospital entstand (KGS-Nummer 1968). Der um 1722 nachweisbare Schlossgarten wurde im Jahr 1999 zum öffentlichen Park umgestaltet.